# Huntířov
Huntířov település Csehországban, Děčíni járásban. Huntířov Dobrná, Markvartice, Bynovec, Janská, Srbská Kamenice, Ludvíkovice, Kámen és Veselé településekkel határos. Lakosainak száma 818 fő (2024. január 1.).

## Népesség
A település lakosságának változását az alábbi diagram mutatja:
| Lakosok száma | 1927 | 1733 | 1582 | 705  | 566  | 727  | 815  | 809  | 775  | 818  |
|               | 1869 | 1900 | 1921 | 1961 | 1980 | 2011 | 2016 | 2019 | 2021 | 2024 |